# مارسيل فان حاتم
مارسيل فان حاتم (من مواليد 8 نوفمبر 1985) سياسي وصحفي ومستشار علاقات دولية برازيلي، ذو توجه سياسي ليبرالي محافظ.